# Kumbhraj
Kumbhraj is een nagar panchayat (plaats) in het district Guna van de Indiase staat Madhya Pradesh. 

## Demografie
Volgens de Indiase volkstelling van 2001 wonen er 13.999 mensen in Kumbhraj, waarvan 52% mannelijk en 48% vrouwelijk is. De plaats heeft een alfabetiseringsgraad van 57%. 